# Novembre 1879

## Événements
- 3 novembre, France : retour des deux Chambres de Versailles à Paris.

- 17 novembre : le Comité d'Études du haut-Congo est remplacé par l'Association internationale du Congo par le roi Léopold II de Belgique[1].

- 20 novembre, France : congrès de Marseille. Jules Guesde et Benoît Malon fondent le Parti ouvrier (parti des travailleurs socialistes de France); défenseur d’un socialisme collectiviste.

- 27 novembre : victoire péruvienne sur le Chili à la bataille de Tarapacá.

## Naissances
- 3 novembre :
  - Vilhjalmur Stefansson, explorateur de l'Arctique.
  - Ignace Gabriel Ier Tappouni, cardinal irakien, patriarche de l'Église catholique syriaque († 29 janvier 1968).
- 11 novembre : Violet McNaughton, féministe.
- 14 novembre : Henry de Monfreid, écrivain et navigateur.
- 21 novembre : Joaquim Claret, à Camprodon (Catalogne), sculpteur († 25 décembre 1964).
- 25 novembre : Joseph-Arsène Bonnier, homme politique fédéral provenant du Québec.

## Décès
- 5 novembre : James Clerk Maxwell, physicien anglais.
- 21 novembre : Théodore Morawski, homme politique et insurgé polonais (° 1er novembre 1797).